# 志村けんのFIRST STAGE
志村けんのFIRST STAGE（しむらけんのふぁーすとすてーじ）は、2012年10月から2014年9月までJFN系ネットワークで放送されていた志村けんがパーソナリティを務めるラジオ番組である。
1999年10月から2012年9月まで放送されていた、『志村けんのFIRST STAGE～はじめの一歩～』の後継番組である。

## 出演者
- 志村けん　- パーソナリティ。
- 尾崎ナナ　- アシスタント。前番組からの続投。

## コーナー
- 志村けんのIPad

志村が愛用しているIPadの中に保存されている音楽（邦楽や洋楽など）を志村自身がその中から選んで1曲流す。
- リスナーからのお悩み相談

リスナーからのお悩みを募集する。志村・尾崎がそのお悩みに答える。

## 放送時間
- ふくしまFM - 毎週土曜日19時～19時30分
- 岐阜エフエム放送 - 毎週土曜日11時30分～12時
- FM岡山 - 毎週金曜日19時～19時30分
- FM香川 - 毎週金曜日19時～19時30分
- FM熊本 - 毎週日曜日24時30分～25時
- FM宮崎 - 毎週月曜日21時～21時30分

## 前番組「はじめの一歩」との相違点
- パーソナリティが2人になった。（「はじめの一歩」は3人体制）
- 放送時間が30分に短縮された。（「はじめの一歩」は1時間）